# Wilhelm Reinhard

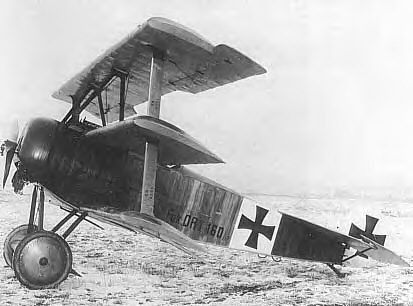
Een Fokker Dr.I driedekker zoals waarmee Wilhelm Reinhard vocht

Wilhelm (Willi) Reinhard (Düsseldorf, 12 maart 1891 - Berlin-Adlershof, 3 juli 1918) was een Duits gevechtspiloot in de Eerste Wereldoorlog, die twintig vijandelijke vliegtuigen neerhaalde.

## Begin van de oorlog
Hij ging in 1909 als cadet bij het leger. Wilhelm Reinhard diende bij uitbraak van de Eerste Wereldoorlog als officier bij het 14e regiment veldartillerie. Hij raakte in november 1914 te Bikschote gewond aan zijn been in de Eerste Slag om Ieper.

## Luchtwaarnemer
Hij kon niet meer in de loopgraven vechten en ging in 1915 bij de Luftstreitkräfte, eerst als waarnemer in de Artillerie-Flieger-Abteilung 205 boven Verdun.

## Piloot
In 1916 kreeg hij een pilotenopleiding FEA 9 te Darmstadt. Hij vloog eerst boven de Balkan en dan boven het Oostfront te Dobroedzja, waar hij vloog boven Braila en Constanta en typhus opdeed. Vanaf maart 1917 vloog hij boven Italië en dan boven het westfront.

## Jachtvlieger
In mei 1917 volgde hij een opleiding als jachtvlieger te Darmstadt. Op 24 juni 1917 ging hij bij Jagdstaffel 11.
Hij schoot op 22 juli 1917 de Sopwith 1½ Strutter (B2576) van de Britse ace Geoffrey Hornblower Cock neer boven Waasten.
Op 4 september 1917 moest hij boven Houthulst in een gevecht met negen Sopwith Camels met een zware heupwonde een noodlanding uitvoeren. Na zijn herstel nam Reinhard in november 1917 het bevel over Jagdstaffel 6.

## Opvolger van Manfred von Richthofen
Manfred von Richthofen sneuvelde op 21 april 1918 en had Reinhard aangeduid als zijn opvolger als commodore van Jachtgeschwader 1. 
Reinhard won meerdere luchtgevechten, maar in juni 1918 werd zijn driedekker Fokker Dr.I in gevecht met een Spad XI zwaar beschadigd zodat hij een noodlanding moest maken zonder landingsgestel.

## Dodelijke testvlucht
Eind juni testte hij samen met Hans Kirchstein nieuwe jachtvliegtuigen te Berlin-Adlershof. Op 3 juli vertrok hij met een Dornier D.I tweedekker waarmee even voordien Hermann Göring gevlogen had. Tijdens de vlucht brak een steun en raakte de bovenste vleugel los. Reinhard stortte neer en was op slag dood. Hermann Göring volgde hem op als commodore van Jachtgeschwader 1.

## Decoraties
- IJzeren Kruis 1914, 1e Klasse en 2e Klasse
- Ridderkruis in de Huisorde van Hohenzollern met Zwaarden op 11 april 1918[3]